# Gilbert Arenas
Gilbert Jay Arenas Jr. (Tampa, 6 januari 1982) is een Amerikaans voormalig basketballer.

## Carrière
Arenas speelde collegebasketbal voor de Arizona Wildcats van 1999 tot 2001. Hij stelde zich in 2001 kandidaat voor de NBA draft en hij werd  in de tweede ronde als 31e gekozen door de Golden State Warriors. In zijn eerste seizoen kreeg hij speelminuten in 47 wedstrijden waarbij hij er ook 30 mocht starten. Na zijn tweede seizoen in de NBA werd hij in 2003 verkozen tot NBA Most Improved Player. Hij tekende daarna als vrije speler bij de Washington Wizards. Na een eerder lastig eerste seizoen werd Arenas bij de Wizards werd hij in het seizoen 2004/05 geselecteerd voor het NBA All-Star Game. Ook de twee daaropvolgende seizoenen mocht Arenas aantreden in het NBA All-star Game. Aan het einde van het seizoen 2004/05 en 2005/06 werd hij ook geselecteerd voor de All-NBA Third Team en in het seizoen 2006/07 All-NBA Second Team. Op 17 december 2006 scoorde Arenas 60 punten in een wedstrijd tegen de Los Angeles Lakers, de hoogste score ooit voor een Wizard. Dit record deelt hij sinds 7 januari 2021 met Bradley Beal.
Vanaf het seizoen 2007/08 ging het eerder bergaf met de loopbaan van Arenas. Tijdens dit seizoen sukkelde hij met een knieblessure en kwam hij maar aan dertien wedstrijden. Het seizoen erop bleef tot in maart de blessure van het seizoen eerder hem parten spelen. Hij eindigde het seizoen 2008/09 met maar twee gespeelde wedstrijden. Het seizoen 2009/10 startte wispelturig maar Arenas liet opnieuw goede cijfers zien. In december echter kreeg hij een schorsing na een incident in de lockerruimte waarbij Arenas vuurwapens had bewaard in zijn locker. Naast gerechtelijke veroordelingen leidde dit ook tot een schorsing door NBA. Hij keerde het volgende seizoen terug en speelde nog 21 wedstrijden voor de Washington Wizards.
Hij werd in december 2010 geruild naar de Orlando Magic voor Rashard Lewis. Hij speelde de rest van het seizoen uit bij Orlando maar begin november 2011 werd zijn contract ontbonden. Hij tekende op 20 maart 2012 bij de Memphis Grizzlies waarvoor hij nog 17 wedstrijden zou spelen. Als afsluiter van zijn loopbaan speelde Arenas nog een seizoen in China bij Shanghai Sharks.

## Privéleven
Zijn twee neven Javier Arena en Armando Murillo waren allebei footballspelers.

## Erelijst
- NBA All-Star Game: 2005, 2006, 2007
- All-NBA Second Team: 2007
- All-NBA Third Team: 2005, 2006
- NBA Most Improved Player: 2003

## Statistieken

### Regulier seizoen
| Seizoen  | Team                  | WG  | WS  | MPW  | 2P%  | 3P%  | FW%  | RPW | APW  | SPW | BPW | PPW  |
| -------- | --------------------- | --- | --- | ---- | ---- | ---- | ---- | --- | ---- | --- | --- | ---- |
| 2001/02  | Golden State Warriors | 47  | 30  | 24,6 | 45,3 | 34,5 | 77,5 | 2,8 | 3,7  | 1,5 | 0,2 | 10,9 |
| 2002/03  | Golden State Warriors | 82  | 82  | 35,0 | 43,1 | 34,8 | 79,1 | 4,7 | 6,3  | 1,5 | 0,2 | 18,3 |
| 2003/04  | Washington Wizards    | 55  | 52  | 37,6 | 39,2 | 37,5 | 74,8 | 4,6 | 5,0  | 1,9 | 0,2 | 19,6 |
| 2004/05  | Washington Wizards    | 80  | 80  | 40,9 | 43,1 | 36,5 | 81,4 | 4,7 | 5,1  | 1,7 | 0,3 | 25,5 |
| 2005/06  | Washington Wizards    | 80  | 80  | 42,3 | 44,7 | 36,9 | 82,0 | 3,5 | 6,1  | 2,0 | 0,3 | 29,3 |
| 2006/07  | Washington Wizards    | 74  | 73  | 39,8 | 41,8 | 35,1 | 84,4 | 4,6 | 6,0  | 1,9 | 0,2 | 28,4 |
| 2007/08  | Washington Wizards    | 13  | 8   | 32,7 | 39,8 | 28,2 | 77,1 | 3,9 | 5,1  | 1,8 | 0,1 | 19,4 |
| 2008/09  | Washington Wizards    | 2   | 2   | 31,5 | 26,1 | 28,6 | 75,0 | 4,5 | 10,0 | 0,0 | 0,5 | 13,0 |
| 2009/10  | Washington Wizards    | 32  | 32  | 36,5 | 41,1 | 34,8 | 73,9 | 4,2 | 7,2  | 1,3 | 0,3 | 22,6 |
| 2010/11  | Washington Wizards    | 21  | 14  | 34,6 | 39,4 | 32,4 | 83,6 | 3,3 | 5,6  | 1,4 | 0,6 | 17,3 |
| 2010/11  | Orlando Magic         | 49  | 2   | 21,6 | 34,4 | 27,5 | 74,4 | 2,4 | 3,2  | 0,9 | 0,2 | 8,0  |
| 2011/12  | Memphis Grizzlies     | 17  | 0   | 12,4 | 40,6 | 33,3 | 70,0 | 1,1 | 1,1  | 0,6 | 0,1 | 4,2  |
| Carrière | Carrière              | 552 | 455 | 35,0 | 42,1 | 35,1 | 80,3 | 3,9 | 5,3  | 1,6 | 0,2 | 20,7 |
| All Star | All Star              | 3   | 1   | 15,0 | 26,1 | 25,0 | 50,0 | 1,0 | 2,3  | 1,0 | 0,0 | 5,3  |

### Play-offs
| Seizoen  | Team               | WG | WS | MPW  | 2P%  | 3P%  | FW%  | RPW | APW | SPW | BPW | PPW  |
| -------- | ------------------ | -- | -- | ---- | ---- | ---- | ---- | --- | --- | --- | --- | ---- |
| 2004/05  | Washington Wizards | 10 | 10 | 45,0 | 37,6 | 23,4 | 76,6 | 5,2 | 6,2 | 2,1 | 0,6 | 23,6 |
| 2005/06  | Washington Wizards | 6  | 6  | 47,3 | 46,4 | 43,5 | 77,1 | 5,5 | 5,3 | 2,2 | 0,7 | 34,0 |
| 2007/08  | Washington Wizards | 4  | 2  | 23,5 | 38,9 | 41,7 | 83,3 | 1,8 | 2,8 | 0,5 | 0,0 | 10,8 |
| 2010/11  | Orlando Magic      | 5  | 0  | 16,2 | 42,9 | 25,0 | 66,7 | 2,8 | 2,4 | 0,2 | 0,2 | 8,6  |
| 2011/12  | Memphis Grizzlies  | 6  | 0  | 12,5 | 25,0 | 0,0  | 0,0  | 1,2 | 0,2 | 0,0 | 0,0 | 0,7  |
| Carrière | Carrière           | 32 | 18 | 30,1 | 41,0 | 30,5 | 76,9 | 3,5 | 3,8 | 1,2 | 0,4 | 17,1 |